# Алюміній (футбольний клуб)
ФК «Алюміній» (словен. Nogometni Klub Aluminij Kidričevo) — словенський футбольний клуб з міста Кидричево, заснований у 1946 році. Виступає у Першій лізі. Домашні матчі приймає на стадіоні «Алюміній Спортни Парк», потужністю 1200 глядачі.